# PS-30
PS-30は、中華人民共和国の上海新南船廠（現、中国船舶工業集団公司）が製造した旅客用全没翼型水中翼船である。ボーイング社からのライセンス生産であり、2隻が建造された。1994年に香港の遠東噴射船（現、TurboJET）が発注したものである。

## 概要
PS-30は、ボーイング929ジェットフォイルの拡大バージョンである。船の基本寸法が若干拡大されており、総トン数は1割強拡大されている。また燃料タンクの容量も約1.25倍に拡大されている。機関と推進器は、同じ物を搭載している。客室キャビンも同じく2層と変わりないが、モデル929が上部客室デッキ前方に操縦ブリッジを設けているのに対しPS-30は客室上部デッキの更に上に操縦ブリッジがある。

## 諸元
- 速度: 約45ノット（時速約83km）
- 船体材料: アルミニウム合金製
- 全長: 29.1m
- 水線長: 25.37m
- 全幅: 8.60m
- 吃水: 4.50m（艇走状態でストラットを完全に下げた時）
- 型深さ: 2.60m
- 総トン数: 303トン
- 純トン数: 110トン
- 旅客定員: 222／272名（コビー／北星）
- 機関: アリソン501-KF ガスタービン×2基（2767kW×2）
- 推進器: ロックウェルR10-0002-501 ウォータージェット×2基

## 主な航路

### 日本-海外間
- 福岡（中央ふ頭） - 釜山
船名：コビー（未来高速）2001年に香港の噴射飛航から1隻を導入。

### 海外
- 香港 - マカオ （TurboJET）
香港のTurboJETは2隻を所有していたが（名前は北星と南星。）、2001年に韓国の未来高速に1隻を売却（南星）し、現在1隻（北星）が運航されている。